# François-Xavier-Joseph Droz
François-Xavier-Joseph Droz (* 31. Oktober 1773 in Besançon; † 9. November 1850 in Paris) war ein französischer Moralphilosoph, Historiker und Mitglied der Académie française.

## Leben
Joseph Droz wuchs in Besançon in einer Juristenfamilie auf, verlor früh die Mutter und begeisterte sich für Descartes, Montaigne und Cicero. 1792 ging er nach Paris und kämpfte 3 Jahre als Hauptmann in der Rheinarmee. Dann wurde er Lehrer an der von der Revolution eingerichteten École centrale (Gymnasium) in Besançon. 1803 ging er wieder nach Paris, hatte Jean-François Ducis und Pierre-Jean-Georges Cabanis zu Freunden, verheiratete sich glücklich und veröffentlichte 1806 eine Anleitung zum Glücklichsein, die 80 Jahre lang verlegt und auch ins Deutsche übersetzt wurde. Ein moralphilosophischer Traktat von 1823 brachte ihm 1824 den Sitz Nr. 21 in der Académie française ein. Nach Publikation einer Theorie der Wirtschaftspolitik wurde er 1832 auch Mitglied der Académie des sciences morales et politiques (Sitz Nr. 6). Die Académie royale des Sciences, des Lettres et des Beaux-Arts de Belgique nahm ihn 1847 als assoziiertes Mitglied auf.
Als sein Hauptwerk wird allgemein die auf dreißigjähriger Vorarbeit beruhende dreibändige Geschichte des Ausbruchs und der ersten Jahre der Französischen Revolution angesehen (1839–1842), in der er zeigen wollte, wie durch kluge Reformen der Gewaltausbruch der Revolution hätte verhindert werden können. Auch dieses Werk wurde ins Deutsche übersetzt. Danach schrieb er noch zwei Bücher zur Verteidigung des christlichen Glaubens und starb 1850 im Alter von 77 Jahren.

## Werke (Auswahl)
- Essai sur l’art oratoire. Renouard, Paris 1800.
- Des lois relatives aux progrès de l’industrie, ou Observations sur les maîtrises, les règlements, les privilèges et les prohibitions. Paris 1801.
- Lina, ou les Enfans du ministre Albert. Fain, Paris 1805. (Roman)
- Essai sur l’art d’être heureux. Renouard, Paris 1806, 1811, 1815, 1828. 8. Auflage 1857. Laurens, Paris 1888.
  - (spanisch) Paris 1824.
  - (deutsch) Eudaimonia, oder die Kunst glücklich zu seyn. Versuch einer gefälligen Lebensphilosophie. Voigt, Ilmenau 1826. (Übersetzer und Bearbeiter: August Blumröder)
  - (englisch) The Art of Being Happy. In a Series of Letters from a Father to His Children with Observations and Comments. London 1844. Hansebooks, Norderstedt 2018.
- Études sur le beau dans les arts. Renouard, Paris 1815, 1826.
- (Hrsg. mit Louis-Benoît Picard) Mémoires de Jacques Fauvel. Renouard, Paris 1823.
  - (deutsch) Der Hugenott. Geschichte und Abentheuer Jacob Fauvel’s. Glück, Leipzig 1826.
- De la Philosophie morale ou des différents systèmes sur la science de la vie. Renouard, Paris 1823. 5. Auflage 1843.
  - (spanisch) Paris 1824.
- Applications de la morale à la politique. Renouard, Paris 1825.
  - (spanisch) Paris 1826.
  - (deutsch) Die Anwendung der Moral auf die Politik. Voigt, Ilmenau 1827. (Übersetzer: August Blumröder)
- Œuvres. 3 Bde. Renouard, Paris 1826–1829.
- Économie politique, ou Principes de la science des richesses. Renouard, Paris 1829, 1846, 1854, 1874.
  - (deutsch) Politische Oeconomie oder Grundsätze der Wissenschaft der Reichthuemer. Dümmler, Berlin 1830.
- Histoire du règne de Louis XVI, pendant les années où l’on pouvait prévenir ou diriger la Révolution française. 3 Bde. Renouard, Paris 1839–1842, 1858.
  - (deutsch) Geschichte der Regierung Ludwig’s XVI. in den Jahren da die französische Revolution verhütet oder geleitet werden konnte. Luden, Jena 1842–1843.
- Pensées sur le christianisme. Preuves de sa vérité. Renouard, Paris 1844, 1856, 1859.
  - (deutsch) Gedanken über das Christenthum. Beweise seiner Wahrheit. Straubing 1844.
- Aveux d’un philosophe chrétien. Renouard, Paris 1848, 1849.